# Lilian Rolfe
Lilian Vera Rolfe MBE (Paris, 26 de abril de 1914 – Ravensbrück, 5 de fevereiro de 1945) foi uma agente secreta da Special Operations Executive durante a Segunda Guerra Mundial.

## Biografia
Ela e sua irmã gêmea Helen Fedora Rolfe eram filhas de George Rolfe, um revisor oficial de contas britânico a trabalhar em Paris. Embora tenham crescido em Paris, quando jovem, Lilian e sua irmã, quando tinham 7 anos e novamente quando fizeram 11 anos, foram para a Inglaterra aprender inglês na escola de verão, pois falavam apenas francês em casa. Quando ela tinha dezessete anos teve febre reumática ao visitar uma família inglesa. Após se recuperar, Rolfe participou de natação e dança quando a família se mudou para o Brasil. Ela trabalhou para a Embaixada Canadense, mas quando a guerra começou, mudou-se para a Embaixada Britânica. Lilian fez cursos de primeiros socorros e de código Morse.

## Segunda Guerra Mundial
No início da Segunda Guerra Mundial, Rolfe trabalhou na Embaixada Britânica no Rio de Janeiro antes de ir para Londres, Inglaterra, em 1943, para se juntar a Women's Auxiliary Air Force. Devido a sua fluência na língua francesa, ela foi recrutada para a Executiva de Operações Especiais (SOE), onde fora treinada como operadora de rádio.
Em 5 de abril de 1944, Rolfe saltou perto da cidade de Orléans, na França ocupada, onde foi enviada para trabalhar com a rede "Historian" de George Wilkinson. Seu trabalho era comunicar os Maquis e transmitir outras importantes mensagens de rádio para Londres. Além do dever de comunicação, que incluía relatar o movimento de tropas alemãs e organizar armamentos e suprimentos, ela participou ativamente em missões com membros da Resistência francesa contra os alemães invasores e se envolveu em uma troca de tiros na pequena cidade de Olivet, um pouco a sul de Orléans.

## Prisão e morte
Após os desembarques do Dia D, uma perseguição cada vez mais agressiva da Gestapo levou à prisão de seu oficial superior. No entanto, Rolfe continuou a trabalhar até sua prisão em Nargis, em 31 de julho de 1944. Transportada para a Prisão de Fresnes, em Paris, ela foi interrogada várias vezes e brutalmente torturada até agosto de 1944, quando foi enviada para o campo de concentração Ravensbrück. De acordo com a confissão feita por um oficial alemão após o final da guerra, Rolfe estava tão doente que não conseguia andar. Em 5 de fevereiro de 1945, aos 30 anos, Lilian Rolfe foi executada pelos Alemães e seu corpo cremado. Três outros membros da SOE também foram executados em Ravensbrück: Denise Bloch, Cecily Lefort, e Violette Szabo.

## Homenagens
O nome de Lilian Rolfe, gravado no Memorial Runnymede em Surrey, Inglaterra. A "Lilian Rolfe House" em Vincennes Estate, Lambeth, foi dedicada à sua memória. Em sua homenagem, o governo da França postumamente lhe concedeu a Croix de Guerre. Na cidade de Montargis, no departamento de Loiret, onde ela tinha sido ativa, uma rua foi nomeada com seu apelido: "Rue Claudie Rolfe". Como um dos agentes da SOE que morreram para a libertação da França, ela é listada no "Roll of Honour" do Memorial de Valençay na cidade de Valençay, no departamento de Indre, na França.

## Representação na Cultura Popular
No filme Carve Her Name with Pride de 1958, a personagem de Lilian Rolfe foi interpretada por Anne Leon.